# Johann Gottlob Schneider
Johann Gottlob Theaenus Schneider (Wermsdorf, 18 gennaio 1750 – Breslavia, 12 gennaio 1822) è stato un filologo classico e naturalista tedesco.

## Biografia
Schneider nacque a Collm, in Sassonia. Nel 1774, su raccomandazione di Christian Gottlob Heyne, divenne segretario del celebre erudito strasburghese Richard François Brunck, e nel 1811 diventò professore di lingue antiche e oratoria a Breslavia (di cui fu capo bibliotecario a partire dal 1816), dove morì nel 1822.

## Opere
Tra le sue numerose opere, la più importante è Kritisches griechisch-deutsches Handwörterbuch (1797–1798), un vocabolario greco-tedesco, prima opera di quel genere dai tempi del Thesaurus di Henri Estienne, che fu alla base degli studi di Franz Passow e di tutti gli altri seguenti lessicologi greci. A lui si deve soprattutto l'introduzione nella lingua tedesca di particolari parole ed espressioni inerenti alla storia naturale e le scienze.
Nel 1801 corresse, ampliò e ripubblicò il Systema Ichthyologiae iconibus cx illustratum di Marcus Elieser Bloch, un famoso catalogo di pesci abbellito con splendide illustrazioni; proprio per questo motivo Schneider è tutt'oggi ricordato per aver descritto per la prima volta molte specie ittiche.